# Candice Renoir
Candice Renoir è una serie televisiva francese trasmessa dal 13 aprile 2013 da France 2.
La serie è stata ufficialmente chiusa con la messa in onda dell'ultimo episodio della decima stagione trasmesso il 10 giugno 2022. La serie si è trasformata in film evento con il primo già trasmesso sia in Francia che in Italia, ambientato in Corsica, e con il secondo in fase di realizzazione ambientato a Marsiglia nel periodo di Halloween.

## Trama
Sète, Francia. Candice Renoir, madre di quattro figli, riprende il lavoro di poliziotta dopo un'interruzione di dieci anni. Non è facile essere madre, né essere comandante di polizia, ma grazie all'impegno e al talento riuscirà a risolvere casi sempre più difficili, vincendo l'iniziale diffidenza dei suoi giovani colleghi.

## Episodi
| Stagione            | Episodi | Prima TV Francia | Prima TV Italia |
| ------------------- | ------- | ---------------- | --------------- |
| Prima stagione      | 8       | 2013             | 2015            |
| Seconda stagione    | 10      | 2014             | 2015            |
| Terza stagione      | 10      | 2015             | 2015-2016       |
| Quarta stagione     | 10      | 2016             | 2016            |
| Quinta stagione     | 10      | 2017             | 2017            |
| Sesta stagione      | 10      | 2018             | 2018            |
| Settima stagione    | 10      | 2019             | 2019            |
| Ottava stagione     | 10      | 2020             | 2020            |
| Nona stagione       | 10      | 2021             | 2022            |
| Decima stagione     | 6       | 2022             | 2022            |
| Undicesima stagione | 2       | 2022-2023        | inedita         |

## Personaggi e interpreti

### Personaggi principali
- Candice Renoir (stagione 1-in corso), interpretata da Cécile Bois.
- Antoine Dumas (stagione 1-in corso), interpretato da Raphaël Lenglet.
- Jean-Baptiste Medjaoui (stagioni 1-2, guest 3, 10), interpretato da Mhamed Arezki.
- Chrystelle Da Silva (stagioni 1-5, guest 9), interpretata da Gaya Verneuil.
- Mehdi Badhou (stagione 4-in corso, ricorrente 3), interpretato da Ali Marhyar
- Valentine Atger (stagione 5-in corso), interpretata da Yeelem Jappain
- Pascale Ibarruri (stagioni 1-2), interpretata da Alix Poisson.
- Aline Jego (stagioni 2-6), interpretata da Delphine Rich.
- Yasmine Attia (stagioni 1-3), interpretata da Samira Lachhab.
- Hervé Mazzini (stagioni 1-2), interpretato da Alexandre Varga.
- David Canovas (stagioni 2-4, guest 5), interpretato da Stéphane Blancafort.
- Laurent Renoir (stagioni 1-2, ricorrente 6), interpretato da Arnaud Giovaninetti.

### Personaggi secondari
- Emma Renoir (stagione 1-in corso), interpretata da Clara Antoons.
- Jules Renoir, interpretato da Étienne Martinelli.
- Léo Renoir (stagione 1-in corso), interpretato da Alexandre Ruscher.
- Martin Renoir (stagione 1-7), interpretato da Paul Ruscher.
- Laurette (stagione 1), interpretata da Aude Forget.
- Audrey Medjaoui (stagioni 1-2), interpretata da Raphaëlle Boitel.